# 膜增生性腎小球腎炎
膜增生性腎小球腎炎（Membranoproliferative glomerulonephritis），也被稱為系膜毛細管性腎小球腎炎（mesangiocapillary glomerulonephritis）， 是一種類型的腎小球腎炎引起的腎臟"腎小球系膜及基底膜(GBM)"增厚沉積，激活补体系统和破壞腎小球。
MPGN之肾炎综合征的"原發性腎起因"(primary renal cause)於兒童約占4％而成年人約7％。
它不應該與膜性腎小球腎炎相混淆，"膜性腎小球腎炎"是處於基底膜增厚的狀態下，而其系膜是沒有此種情況的。

## 病理

腎小體結構圖。腎小球外系膜细胞為#5b。A–腎小體，B–近曲小管，C–遠曲小管，D–腎小球旁器。1.基底膜（基底層）2.鮑氏囊 - 壁層 3.鮑氏囊 - 臟層 3a.足細胞或有時被稱為鮑氏細胞 3b.足梗(來自足細胞的足突) 4.鮑氏囊腔（尿腔） 5a.繫膜-腎小球內系膜細胞 5b.繫膜-pp腎小球外系膜细胞 6.顆粒細胞（腎小球旁細胞）7.緻密斑 8.肌細胞（平滑肌）9.入球小動脈 10.腎小球毛細血管 11.出球小動脈。

膜增生性腎小球腎炎涉及在腎小球內系膜區的沉積物。
它也是主要的丙型肝炎相關性腎病。
該組織形態學的鑑別診斷(differential diagnosis)包括移植腎小球病(Transplant glomerulopathy)及血栓性微血管病(Thrombotic microangiopathy)。

## 外觀
腎小球基底膜（GBM）是重建在沉積物之上，在顯微鏡下造成了電車軌道現象的出現。 致腎小球系膜細胞數增加。

## 類型
有三種類型的MPGN，但是這種分類是比較陳舊的做法、由於MPGN的發病原因模式已經變得較清楚。

### I型
I型是迄今為止最常見的、是通過免疫複合物(Immune complex)的沉積在腎裡所引起的。它的特點是內皮下和系膜免疫沉積物。
它被認為是與經典補體途徑(Classical complement pathway)相關聯。

### II型
II型優選的名稱是"緻密物沉積病(dense deposit disease)。 大多數情況下致密物沉積病不會顯示膜增生性圖案， 一份2012年的論文認為DDD是與C3腎小球腎炎(Glomerulonephritis)是有所連續， 其中一個原因是I型到III的分類系統漸漸失去支持。
大多數的情況下，與另類補體途徑(Alternative complement pathway)失調有關。
MPGN-II的自發緩解是罕見的，大約一半受MPGN-II影響的人在10年之內將發展到終末期腎臟疾病。
在許多情況下，MPGN-II的病情會發展為玻璃膜疣(drusen/脈絡膜基底層透明小疣)，而玻璃膜疣是由位於眼睛視網膜色素上皮細胞( retinal pigment epithelium/RPE)下方的布鲁赫膜(Bruch's membrane)之相同沉積物所引起的。隨著時間的推移視力也會變差且有"視網膜下新生血管膜"(subretinal neovascular membranes)、黃斑區脫離(macular detachment)，以及中心性浆液性脉络膜视网膜病变的發展。
(參見：依庫珠單抗#緻密物沉積病 (DDD)(Eculizumab))

### III型
III型是非常罕見的，它的特徵在於皮下沉積物的混合及I型疾病的典型病理結果。
候選基因已被確定在1號染色體。
補體成分3(Complement component 3)是根據免疫熒光(Immunofluorescence)來觀察。

## 外部連結
- Glomerulonephritis, Membranoproliferative Types I,II,III 於 eMedicine
- Corchado, Johnny Cruz; Smith, Richard JH. . Pagon RA, Bird TD, Dolan CR;  et al  (编). . Seattle WA: University of Washington. July 2007  [2014-07-30]. PMID 20301598. （原始内容存档于2020-12-01）.
- Membranoproliferative_GN （页面存档备份，存于） at Nephropathology tutorial （页面存档备份，存于）
- MP GN Pathophysiology （页面存档备份，存于） discusses the nephritic auto-antibodies/factors